# Jeff LaBar

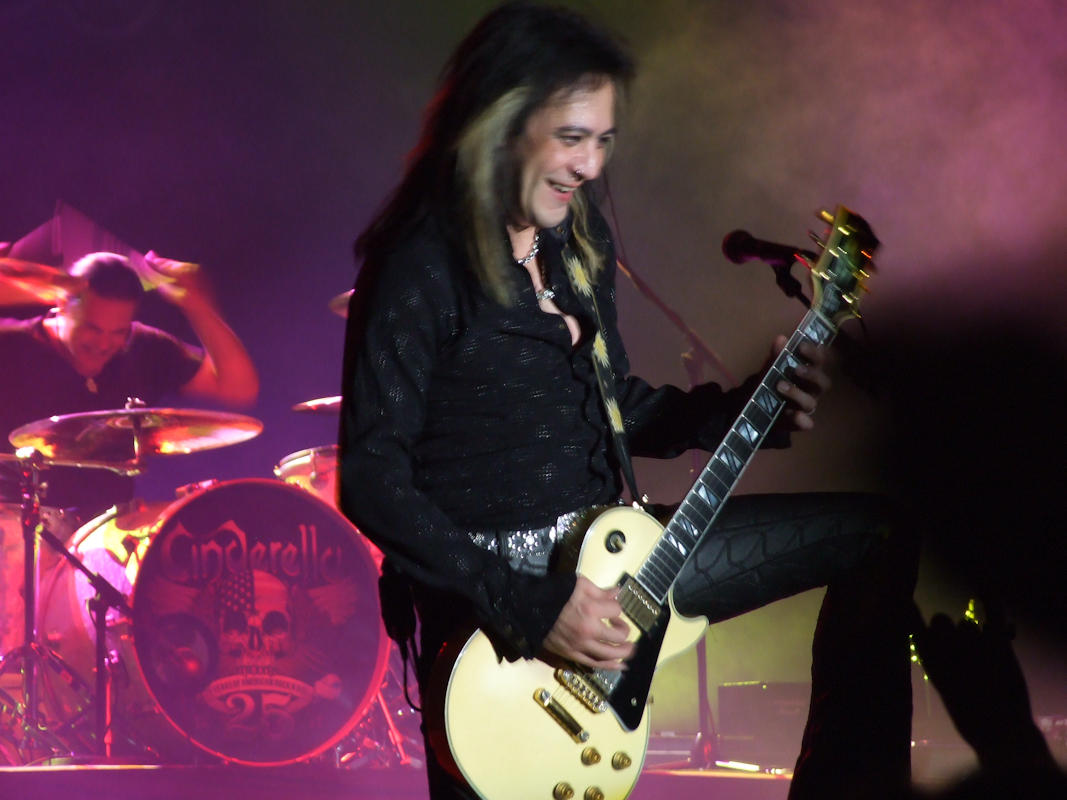
Jeff LaBar bei einem Auftritt der Band Cinderella (2011)

Jeffrey Philip „Jeff“ LaBar (* 18. März 1963 in Darby, Pennsylvania; † 14. Juli 2021 in Nashville. Tennessee) war ein US-amerikanischer Gitarrist. Ab 1985 war er Mitglied der Band Cinderella, mit der er seine größten Erfolge hatte.

## Biografie
LaBar ersetzte 1985 das Gründungsmitglieder Michael Schermick bei Cinderella. Die Band wurde von Gene Simmons entdeckt, der erfolglos versuchte, ihr einen Plattenvertrag zu vermitteln. Dies gelang 1985 Jon Bon Jovi, der den A&R-Manager von Mercury Records, Derek Shulman, davon überzeugte, die Band unter Vertrag zu nehmen. Cinderella feierten in den folgenden Jahren mit Alben wie Night Songs, Long Cold Winter und Heartbreak Station große Erfolge. Das letzte Album der Gruppe, Still Climbing, blieb erfolglos; in der Folge löste sich die Band 1995 auf.
1997 plante die Band ein Comeback. Die Band tourte 1998 durch die USA und unterschrieb einen neuen Vertrag bei Sony Music, verlor diesen aber später, weil sie kein Material anzubieten hatte. Allerdings wurde eine Best-of-CD sowie das Livealbum Live at the Key Club veröffentlicht. Weitere Tourneen folgten 2000, 2002 und 2005, 2010 bereiste die Gruppe Europa und trat 2011 erstmals seit 10 Jahren auch wieder in Deutschland auf.
Zusammen mit Bassist Eric Brittingham betrieb LaBar nebenbei die Band Naked Beggars, verließ sie aber im April 2007. Im August 2014 veröffentlichte er sein erstes Soloalbum mit dem Titel One for the Road.
LaBar starb am 14. Juli 2021 in Nashville.

## Diskografie
mit Cinderella:
- Night Songs (1986)
- Long Cold Winter (1988)
- Heartbreak Station (1990)
- Still Climbing (1994)

sonstige:
- Naked Beggars: Spit It Out (2006)[3]
- Freakshow: Freakshow (2009)[3]
- Tom Keifer: The Way Life Goes (2013)[3]
- Jeff LaBar: One for the Road (2014)
- Freakshow: Welcome to the Freakshow (2015)[3]